# 德楞泰
德楞泰（转写：Delertei；1749年—1809年），伍弥特氏，字敦堂，蒙古正黃旗人，清帝國中期名將，於嘉慶年間，平定白蓮教川楚教亂；60歲卒於西安將軍任內，諡號壯果，入祀昭忠祠。受到的封賞有「圖形紫光閣」、「賞戴雙眼孔雀翎」、「繼勇巴圖魯名號」等。

## 福康安愛將
- 乾隆晚年，追隨福康安四處征戰，平台灣（林爽文事件）、收復西藏、平廓爾喀(今尼泊爾)與英國聯軍侵略、平大小金川，累戰功至護軍統領。
- 1795年，至貴州平定苗族動亂，俘斬匪酋吳八月。

## 平定教亂
- 1797年起，與額勒登保將軍共同轉戰鄂、川、陝，與白蓮教眾大戰。
- 包圍四川教匪匪酋徐天德，遭湖北襄陽教匪攻擊遂撤圍。
- 1798年轉平定湖北女教匪匪酋王聪儿（齐王氏）、姚之富，攻佔大鵬寨，王、姚雙雙自盡，湖北教亂平。
- 1800年再圍四川教匪，官兵幾乎潰敗。
- 三圍四川教匪，四川團練羅思舉增援兵與德楞泰，終於勝利平定。
- 馬蹄岡之戰，轉敗為勝，是他軍事生涯登峰。

## 功勳
- 封三等繼勇公，加太子太保，賜號繼勇巴圖魯。後代襲一等繼勇侯[1]
- 1796年：二等子（平苗族石柳鄧之功）
- 1798年：詔斥縱賊，奪爵職
- 1799年：一等輕車都尉（生擒文儔，盡殲其眾之功）
- 1799年：加騎都尉（生擒龔文玉之功）
- 1799年：升二等男（勦除高家營賊匪，生擒高均德之功）
- 1800年：升三等子（五日四戰，馬蹄岡之戰之功）
- 1800年：升一等子（勦擒潼河竄渡之雷世旺之功）
- 1800年：降二等男（堵剿不力）
- 1800年：升三等子（殲楊開第、齊國謨之功）
- 1801年：還一等子（截勦陝西山陽賊匪之功）
- 1801年：升二等繼勇伯（殲徐添德、龍紹周之功）
- 1802年：升三等繼勇侯（殲樊人傑等之功）
- 1802年：升一等繼勇侯（三省匪亂悉平之功）
- 1804年：降二等繼勇侯（勦辦最久，有貽誤之咎）
- 1809年：升三等繼勇公（有疾晉封）
- 1809年：過世，後代可承襲一等繼勇侯爵位

孙花沙纳作《德壮果公年谱》。

## 家庭
- 子：世襲一等繼勇候蘇崇阿（亦蘇沖阿）
- 孫：世襲一等繼勇侯倭什訥、吏部尚書花沙納（娶宗室果齊斯歡次女）
- 孫女：嫁光緒珍妃伯父長啟
- 曾孫：世襲一等繼勇侯吉林將軍希元；廣西按察使、伊犁副都統希賢；駐藏大臣希凯
- 曾孫女：一伍弥特氏嫁觉罗崇谦，一伍弥特氏嫁顾命大臣怡亲王载垣之子宗室溥斌
- 玄孫：世榕、世樞（亦世哲生，清末理藩院主事，世襲侯爵，民國北京著名票友，拜楊小樓為師）、世杰 (子俊)，世梁，世桐。
- 玄孫女：伍彌特氏曾订婚溥仪生父亲王載灃，慈禧勒令退婚，指婚载沣娶荣禄之女瓜尔佳氏